# Johann Homann
Johann Baptist Homann (Kammlach, Baviera, 20 de marzo de 1664 - Núremberg, 1 de julio de 1724) fue un geógrafo y cartógrafo alemán, quien también realizó mapas de las Américas.

## Biografía
Homann nació en Oberkammlach, en las cercanías de Kammlach, en el Electorado de Baviera. Aunque educado en una escuela jesuita, y preparado para una carrera eclesiástica, eventualmente se convirtió al Protestantismo y desde 1687 trabajó como notario en Núremberg. Pronto profesionalmente viró hacia el grabado y la cartografía, en 1702 fundó su propia casa editorial.
Homann adquirió renombre como uno de los principales cartógrafos alemanes, y en 1715 fue elegido Geógrafo Imperial por el emperador Carlos VI. Proporcionar tales privilegios a determinados individuos era un derecho añadido del que disfrutaba el Sacro Imperio Romano Germánico. En el mismo año también fue nombrado miembro de la Academia de Ciencias Prusiana en Berlín. De particular significación en la cartografía eran los privilegios de impresión imperiales (en latín: privilegia impressoria). Estos protegían durante un periodo a autores científicos en todos los campos como impresores, grabadores en cobre, cartógrafos y editores. También eran importantes como recomendación para potenciales clientes.
En 1716 Homann publicó su obra maestra Grosser Atlas ueber die ganze Welt (Gran Atlas de todo el Mundo). Numerosos mapas fueron elaborados en cooperación con el grabador Christoph Weigel, el Viejo, quien también publicó Siebmachers Wappenbuch.
Homann murió en Núremberg. Fue sucedido por la compañía Homann herederos, que estuvo en el negocio hasta 1848. La compañía era conocida como "Homann Erben", "Homanniani Heredes", o "Heritiers de Homann" en el extranjero.

Mapas
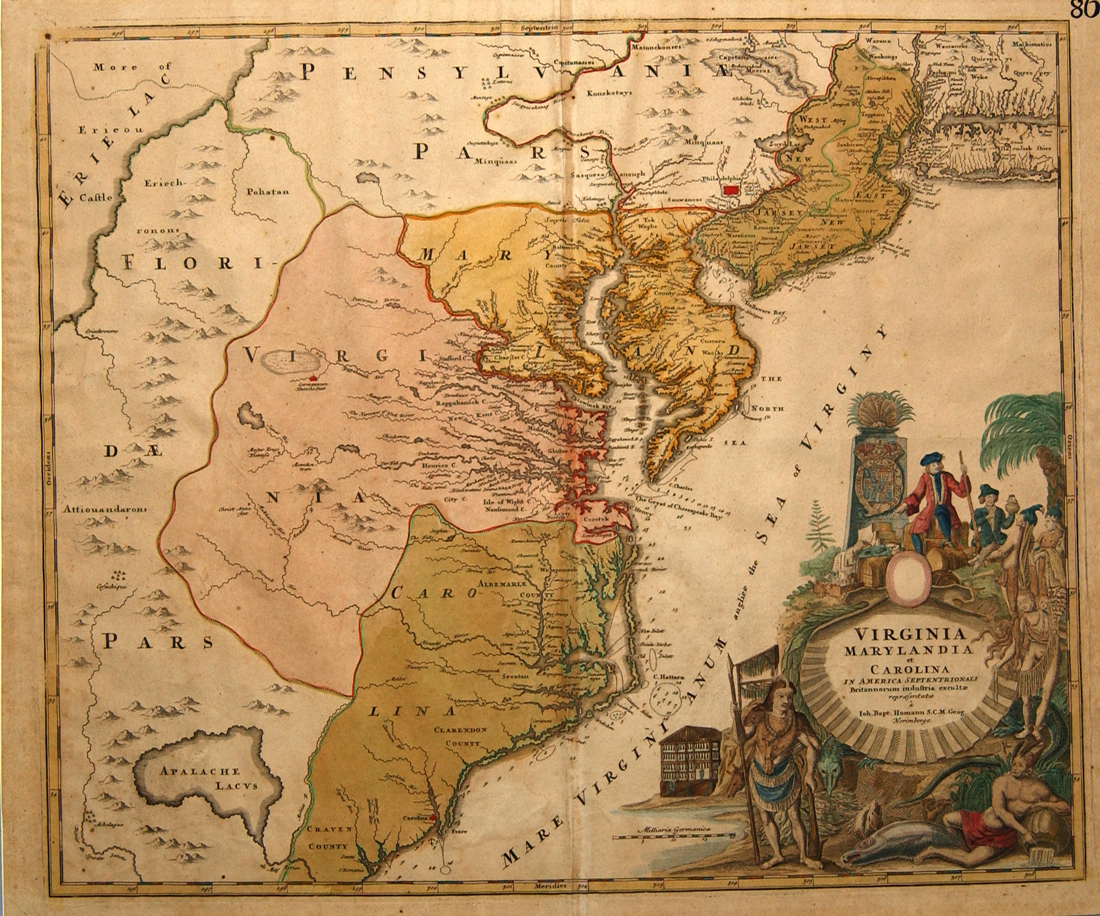
Virginia Marylandia et Carolina, c. 1714.
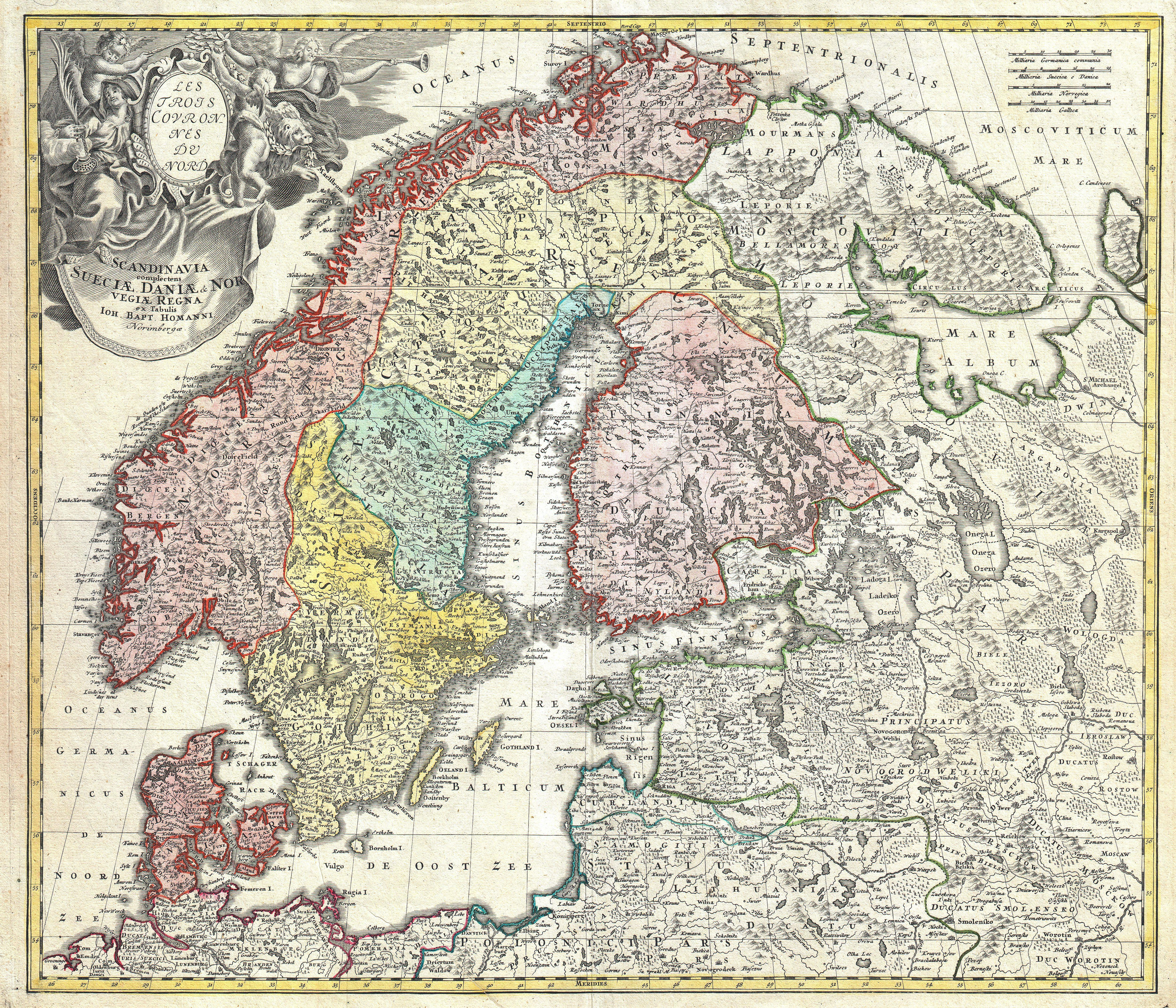
Mapa de Homann de Escandinavia, Noruega, Suecia, Dinamarca, Finlandia y el Báltico, fechado en torno a 1715.
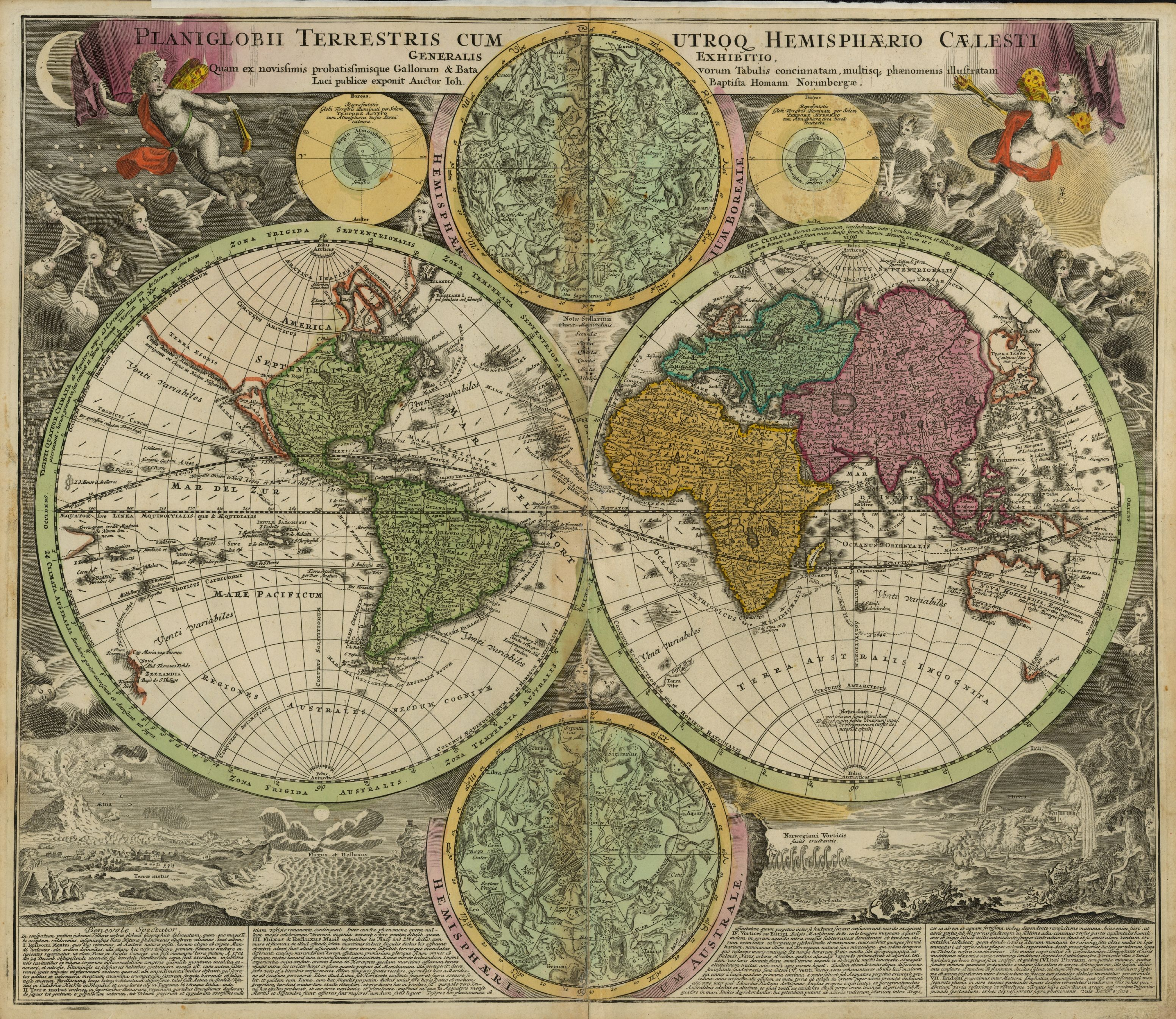
Planiglobii Terrestris Cum Utroq[ue] Hemisphærio Cælesti Generalis Exhibitio, Núrnberg 1707.
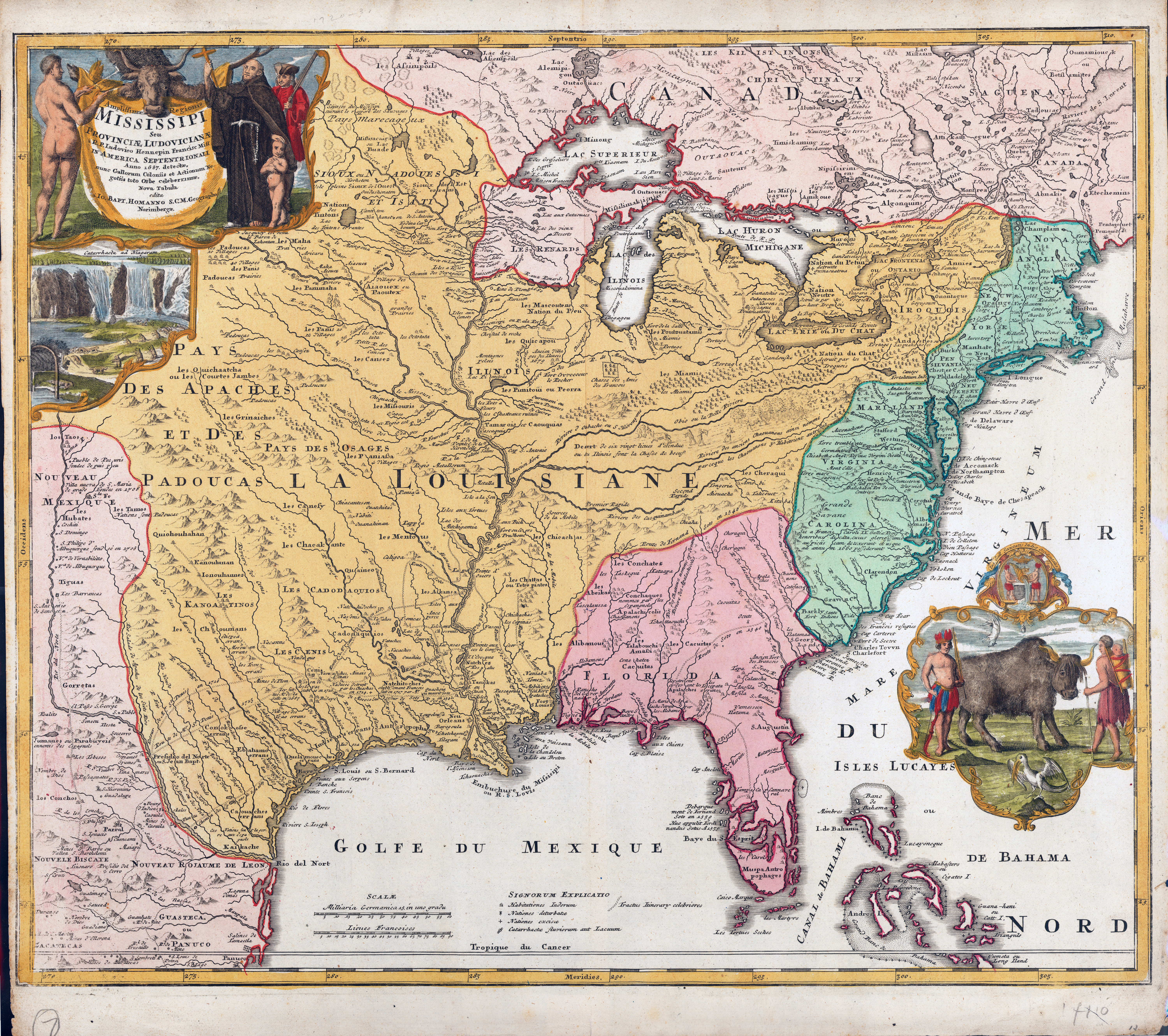
Amplissimae Regionis Mississipi, c. 1720
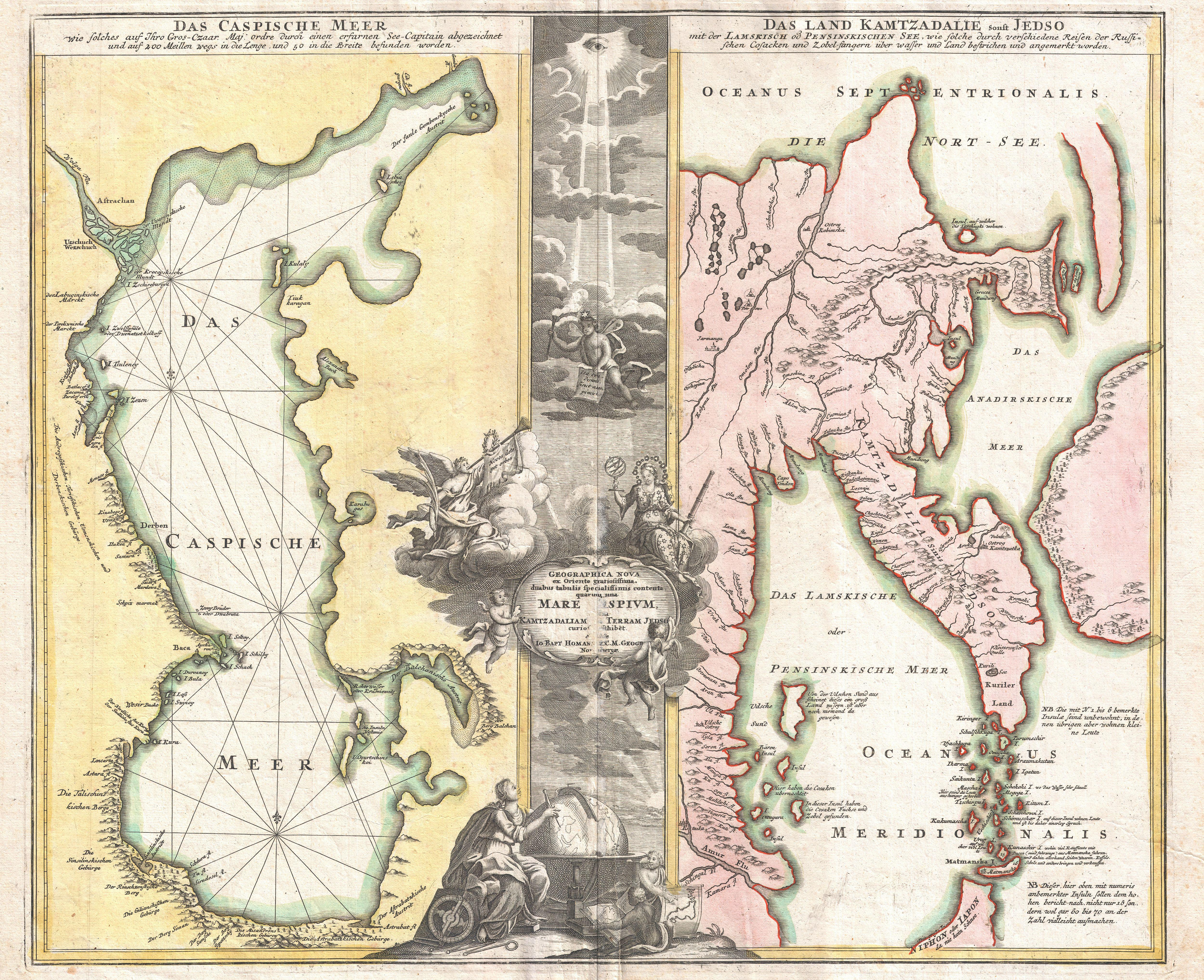
Mapa de Homann del Mar Caspio y Kamchatka, de 1725.
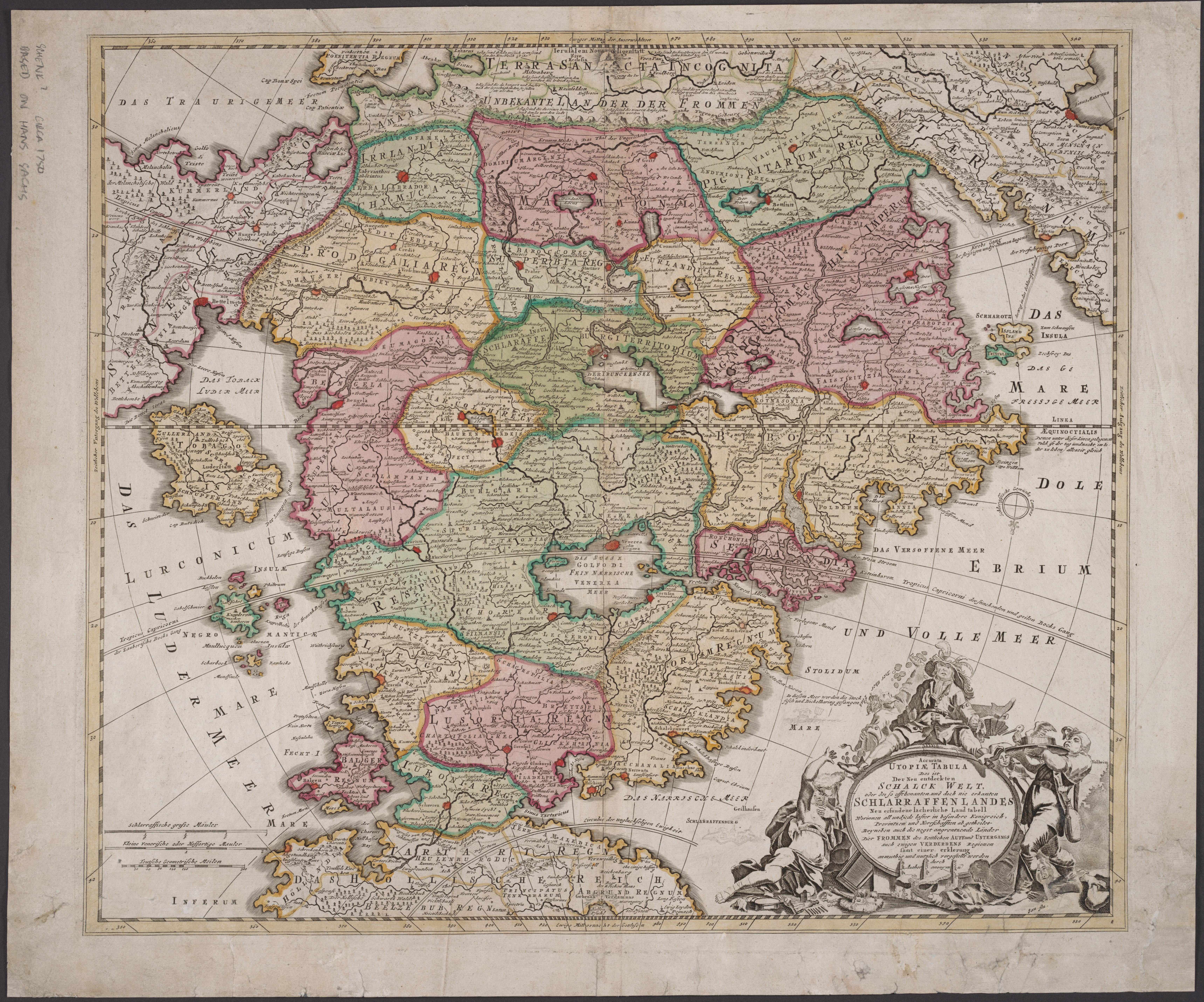
Schlarraffenlandes, 1694.